# Podregion Jämsä
Podregion Jämsä (fiń. Jämsän seutukunta) – podregion w Finlandii, w regionie Finlandia Środkowa.
W skład podregionu wchodzi gmina:
- Jämsä

W skład podregionu wchodziła gmina:
- Kuhmoinen (w 2021 przeniesiona do podregionu Tampere)[2]